# Forno di Zoldo
Forno di Zoldo  es una localidad italiana de la provincia de Belluno, región de Véneto, con 2.635 habitantes.

## Evolución demográfica
| Gráfica de evolución demográfica de Forno di Zoldo entre 1861 y 2001 |
|                                                                      |
| Fuente ISTAT - elaboración gráfica de Wikipedia                      |